# Селенид тербия
Селенид тербия — бинарное неорганическое соединение
тербия и селена
с формулой TbSe,
кристаллы.

## Получение
- Реакция чистых веществ в инертной атмосфере:

{\displaystyle {\mathsf {Tb+Se\ {\xrightarrow {T}}\ TbSe}}}

## Физические свойства
Селенид тербия образует кристаллы
кубической сингонии, пространственная группа F m3m, параметры ячейки a = 0,5741 нм, Z = 4,
структура типа хлорида натрия NaCl
.